# Ernst Brenner von Felsach
Ernst Brenner von Felsach (* 6. April 1865 in Wien; † 15. März 1903 ebenda) war ein österreichischer Fossiliensammler aus der Familie Brenner von Felsach.
Brenner von Felsach sammelte im Wiener Jungtertiär Fossilien. Nach ihm sind die beiden Schneckenarten Turritella brenneri und Turrittela ernesti aus der Gattung Turritella benannt.